# Roncus bosniensis
Espèce
Roncus bosniensis est une espèce de pseudoscorpions de la famille des Neobisiidae.

## Distribution
Cette espèce est endémique de Bosnie-Herzégovine. Elle se rencontre à Jajce dans la grotte Jama Pored Puta.

## Description
Le mâle holotype mesure 2,47 mm.

## Étymologie
Son nom d'espèce, composé de bosni[] et du suffixe latin -ensis, « qui vit dans, qui habite », lui a été donné en référence au lieu de sa découverte, la Bosnie.

## Publication originale
- Ćurčić, Rađa, Dimitrijević, Ćurčić, Makarov, Antić & Ilić, 2014 : A new Pseudoscorpion from Bosnia: Roncus bosniensis n. sp. (Neobisiidae, Pseudoscorpiones). Archives of Biological Sciences, vol. 66, no 1, p. 363-368.